# Luis Favre
Luis Favre (Buenos Aires, 1949) é o pseudônimo de Felipe Belisario Wermus, ex-ativista político argentino, naturalizado francês, residente no Brasil. Ficou conhecido por ter sido casado, entre 2003 e 2009, com Marta Suplicy, ex-prefeita da cidade de São Paulo, ex-Ministra do Turismo 

## Vida política
Favre foi criado em um conventillo (cortiço), em Buenos Aires, filho de operários de origem judaica, simpatizantes do peronismo.
Autodidata, nunca chegou a concluir o secundário. Foi expulso da escola aos 17 anos, por ter liderado uma greve de secundaristas. Na ocasião, militava no grupo trotskista Politica Obrera (atual Partido Obrero, fundado por seu irmão, José Saul Wermus, este mais conhecido pelo pseudônimo Jorge Altamira), que atualmente é vereador e secretário-geral do Partido, no qual militam também seus outros irmãos.
Até os 20 anos Favre viveu em Buenos Aires, onde trabalhou como gráfico, metalúrgico e contínuo, mas sua atividade primordial era a política. Foi detido oito vezes. Na iminência de ser condenado a mais de um ano de prisão, fugiu da Argentina de navio. Mudou-se para a França, estabelecendo-se em Paris, onde passou a trabalhar na gráfica de uma das facções da Quarta Internacional. Subiu na hierarquia da organização e acabou sendo eleito para a direção, tornando-se responsável pelos grupos latino-americanos e supervisor da seção brasileira, cuja tendência estudantil, Liberdade e Luta (Libelu), teve projeção nos anos 1970 e no início dos 1980. Casou-se com uma francesa, Marie Ange, com quem teve um filho, Flavio. Naturalizou-se francês, mas não abdicou da cidadania argentina.
Para acompanhar mais de perto os 1.500 trotskistas brasileiros, Favre mudou-se para São Paulo em 1985, com sua segunda mulher, a americana Alexandra, com quem teve dois filhos, Tristan e Fabrice.
Na segunda metade da década de 1980, passou a criticar a tendência de Pierre Lambert na Quarta Internacional. Favre defendia que a seção brasileira se diluísse no Partido dos Trabalhadores, agrupando-se sob a liderança de Luiz Inácio Lula da Silva e de sua tendência interna, a Articulação. A posição de Lambert, entretanto, foi adotada oficialmente pela organização. Em 1987, Favre liderou uma cisão da Quarta Internacional. Com a cisão consumada, a seção brasileira da Quarta Internacional praticamente acabou pois a maioria dos seus integrantes integrou a Articulação. A minoria, agrupada em torno do jornal "O Trabalho", manteve relações com a Quarta Internacional. Favre também acabou deixando a organização para se filiar ao PT.
Desde 1986, tornara-se assessor do Secretariado Nacional de Relações Internacionais do PT, atendendo a vários eventos internacionais como representante oficial do partido.